# Txeremxani Nº 2
Txeremxani Nº 2 (en rus: Черемшаны № 2) és un poble (un possiólok) de l'óblast de Saràtov, a Rússia, segons el cens del 2010 tenia 4 habitants. Pertany al districte municipal de Khvalinsk.